# Erith
Erith is een wijk in het Londense bestuurlijke gebied Bexley, in het zuidoosten van de regio Groot-Londen.

## Galerij

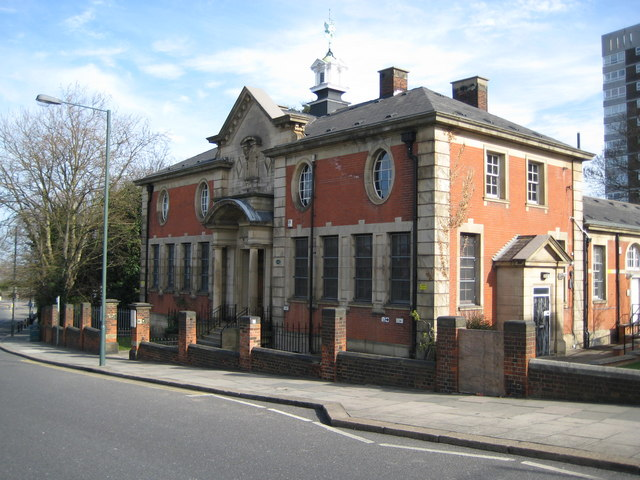
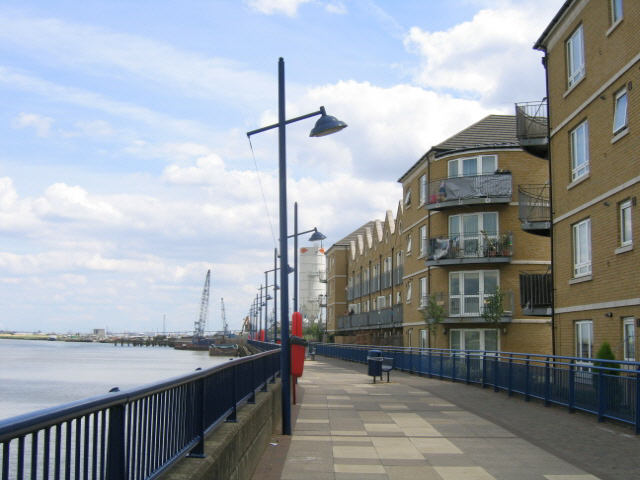
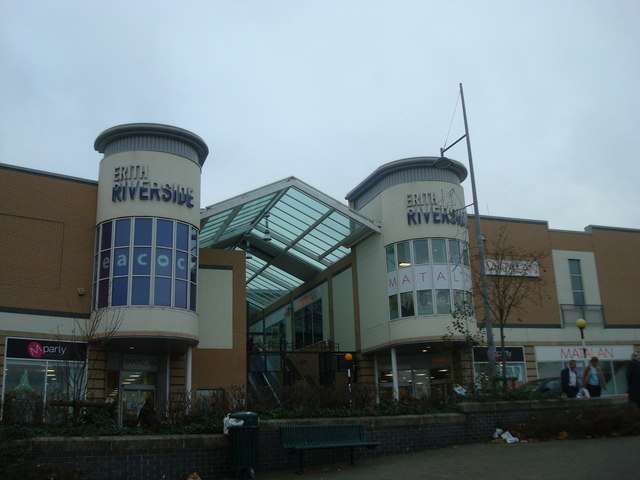
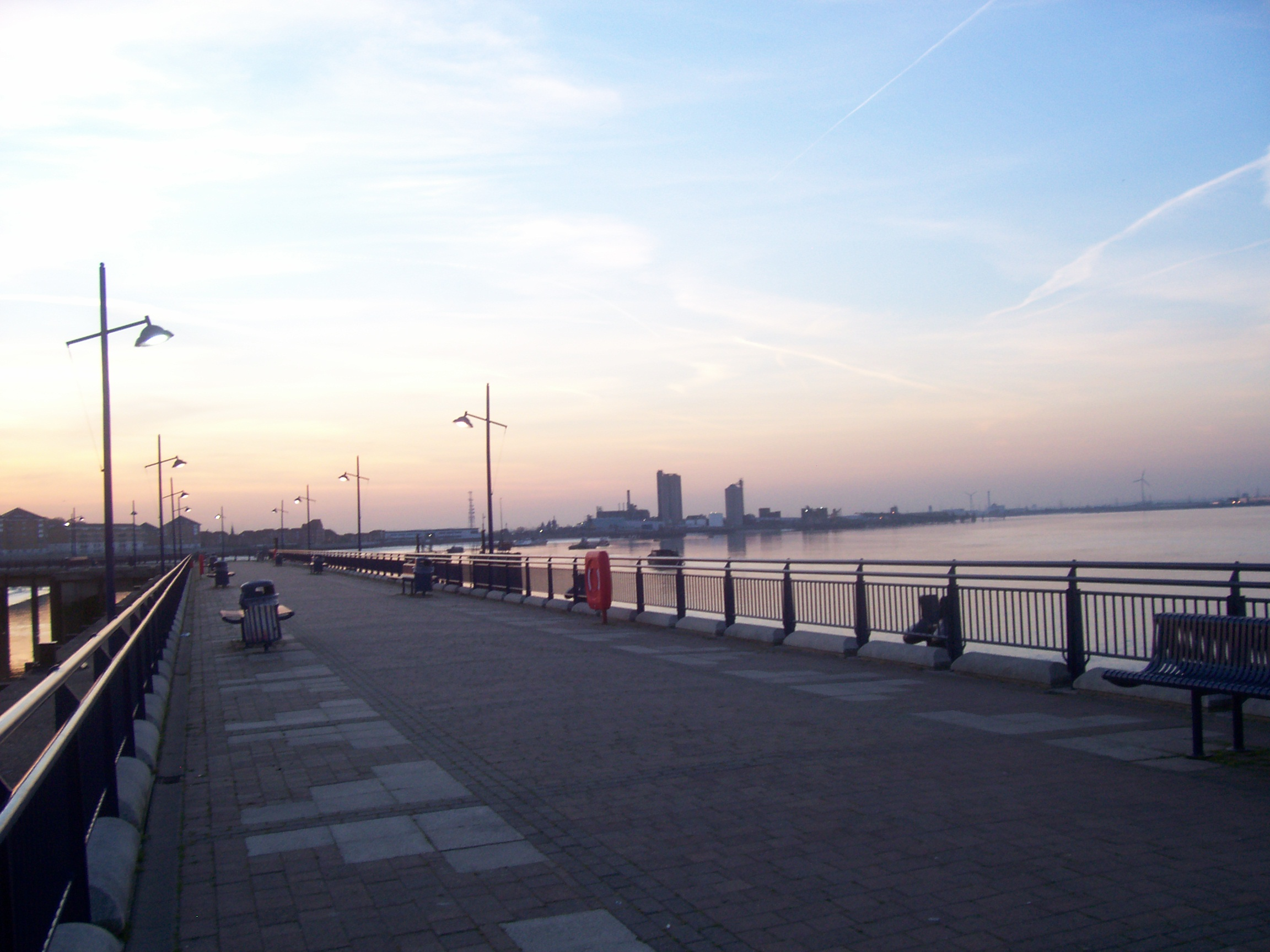
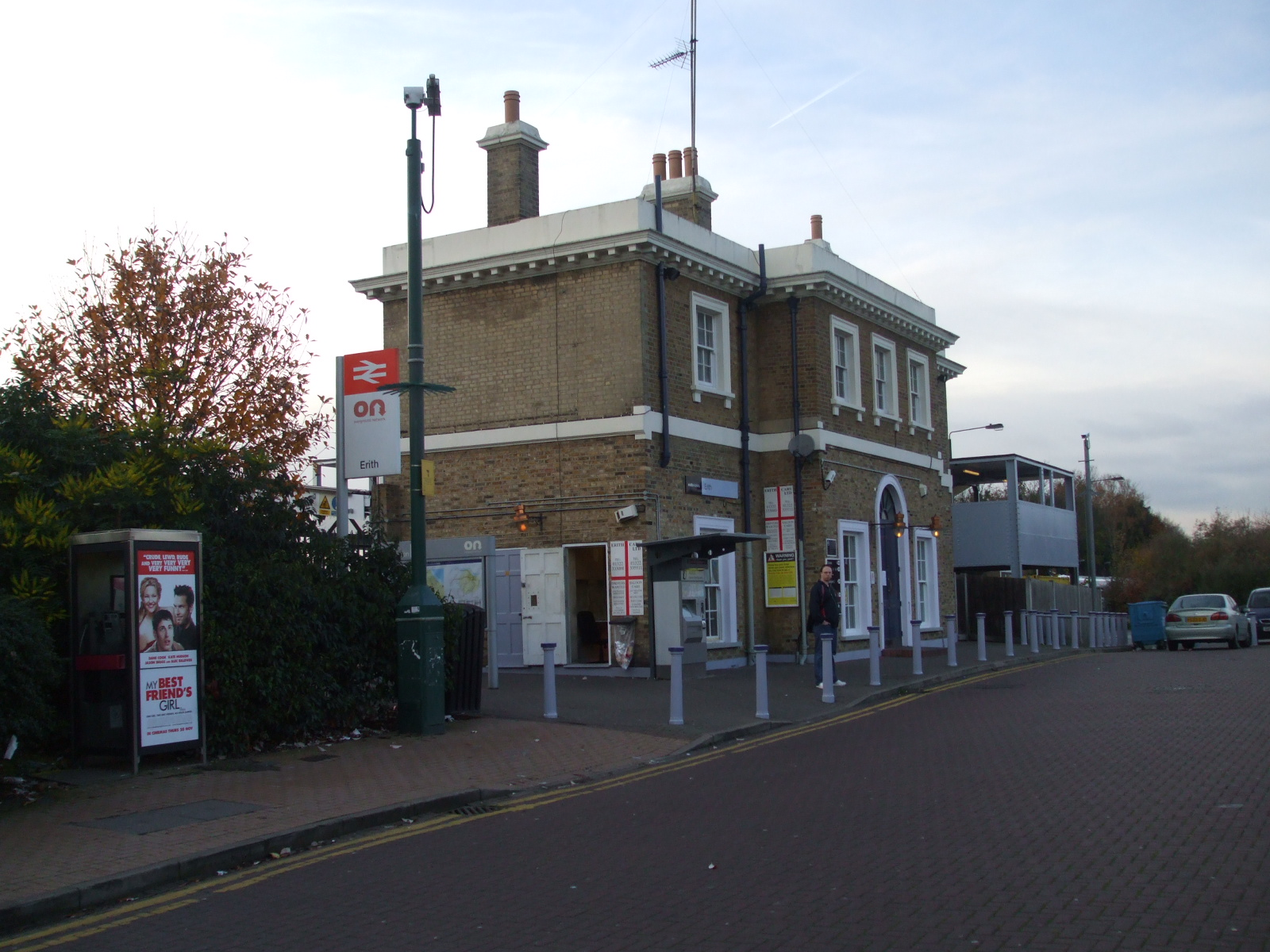